# Vida de Joseph Smith Jr. de 1827 a 1830
A vida de Joseph Smith Jr. de 1827 a 1830 inclui alguns dos eventos mais significativos de sua vida, e alguns dos mais importantes da história do Santos dos Últimos Dias, o movimento religioso restauracionista iniciado por ele durante este período. Esse movimento deu origem ao mormonismo, e inclui denominações como A Igreja de Jesus Cristo dos Santos dos Últimos Dias e a Comunidade de Cristo. O período abrangido por este artigo começa no final de 1827, depois que Smith anunciou que tinha obtido um livro de placas douradas enterradas em uma colina, protegida por um anjo, perto de sua casa em Manchester, Nova Iorque (perto da aldeia de Palmyra). Por causa da oposição em busca de tesouros antigos, colegas acreditaram que era proprietário de uma quota de Placas de Ouro, Smith estava se preparando para deixar a área de Palmyra para cidade de Harmony, Pensilvânia (agora Oakland). Entre finais de 1827 ao final de 1830, Smith teria traduzido as placas de ouro, publicado o Livro de Mórmon, e estabelecido a Igreja de Cristo.
Para traduzir as placas de ouro, Smith contou com a ajuda de Martin Harris, um rico proprietário de terras em Palmyra que atuou como escriba de Smith. Para traduzir, Smith usou pedras vidente (um conjunto de que Smith chamou-o Urim eo Tumim), e Smith disse que as pedras mostraram-lhe a tradução. A tradução cessou, no entanto, quando Harris perdeu 116 páginas do manuscrito de um texto copiado. Porém, a tradução foi retomada seriamente quando Smith se juntou a um associado da família Smith chamado Oliver Cowdery, em maio de 1829. A tradução foi concluída perto do final de julho de 1829, e o manuscrito foi publicado como Livro de Mórmon em 26 de março de 1830 em Palmyra.
No momento em que o Livro de Mórmon foi publicado, Smith havia batizado vários seguidores que se chamavam a Igreja de Cristo. Em 6 de abril de 1830, Smith e outros cinco formalmente estabeleceram a Igreja de Cristo no oeste de Nova Iorque. Entre os convertidos mais notáveis, estava Sidney Rigdon, Ministro de Kirtland, Ohio, que já partilhou muitas crenças no início do movimento dos Santos dos Últimos Dias. No final de 1830, Smith decidiu que todos os membros da sua igreja nova deveriam mudar-se para Kirtland.